# Alphacoronavirus
Els Alphacoronavirus (Alpha-CoV), també coneguts com a coronavirus del grup 1, són un dels quatre gèneres (Alpha -, Beta-, Gamma- i Deltacoronavirus) de la subfamília Orthocoronaviridae (coronavirus) de la família Coronaviridae. Es tracta de virus d'ARN monocatenari de sentit positiu, embolcallat i d'origen zoonòtic. Infecten humans i espècies zoonòtiques.
La subfamília dels coronavirus -on hi ha englobats els alphacoronavirus-, presenta virions esfèrics amb projeccions en forma de bola i una closca del nucli. El nom prové del llatí "corona, ae", (en català corona), que descriu l'aparició de les projeccions vistes amb un microscopi electrònic que s'assemblen a una corona solar.
Tant el gènere Alpha- com el Betacoronavirus descendeixen del patrimoni gènic dels ratpenats.

## Virologia
El virió és embolcallat i esfèric, d'uns 120-160 nm de diàmetre amb un nucli d'uns 65 nm. Les glicoproteïnes i els retalladors formen grans projeccions superficials que creen l'aparició d'una mena de corona solar de la qual pren el nom. El genoma és d'ARN monocatenari de sentit positiu amb una longitud de 27 a 29 quilobases i una cua de 3’-poliA. Dos grans ORF superposats a l'extrem 5 'del genoma codifiquen les principals proteïnes no estructurals expressades com a proteïna de fusió mitjançant el canvi d'imatges ribosomals . Inclouen regions amb motius de proteasa, helicasa i ARN polimerasa. Hi ha uns altres 7 gens més que codifiquen proteïnes estructurals. Aquests s'expressen a partir d'un conjunt de 3’-coterminals nidificat de mRNAs subgenòmics .

## Classificació
- Ordre Nidovirales
  - Família Coronaviridae
    - Subfamília Orthocoronavirinae (coronavirus)
      - Gènere Alphacoronavirus ; espècie tipus: Alphacoronavirus 1
        - Subgènere Colacovirus, inclou coronavirus de ratpenat CDPHE15[1]
        - Subgènere Decacovirus, inclou coronavirus de retpenat HKU10, alfa-coronavirus de ratpenat de ferradura HuB-2013[1]
        - Subgènere Duvinacovirus, inclou Coronavirus humà 229E[1]
        - Subgènere Luchacovirus, inclou Lucheng Rn rat coronavirus[1]
        - Subgènere Minacovirus, inclou coronavirus de fura, coronavirus de visó 1[1]
        - Subgènere Minunacovirus, inclou Miniopterus bat coronavirus 1, Miniopterus bat coronavirus HKU8[1]
        - Subgènere Myotacovirus, inclou Myotis ricketti alphacoronavirus Sax-2011[1]
        - Subgènere Nyctacovirus, inclou Nyctalus velutinus alphacoronavirus SC-2013[1]
        - Subgènere Pedacovirus, inclou coronavirus de la diarrea porcina, Scotophilus bat coronavirus 512[1]
        - Subgènere Rhinacovirus, inclou Rhinolophus coronavirus HKU2[1]
        - Subgènere Setracovirus, inclou Coronavirus humà NL63, NL63-related bat coronavirus strain BtKYNL63-9b[1]
        - Subgènere Tegacovirus, inclou Alphacoronavirus 1[1]